# 1354
1354 (MCCCLIV) je bilo navadno leto, ki se je po julijanskem koledarju začelo na sredo.

## Dogodki

### Bizantinsko cesarstvo
- 2. marec - Bizantinsko cesarstvo: polotok Galipoli prizadane katastrofalen potres. Skoraj vsaka stavba je uničena, zato je prebivalstvo evakuirano. Še v istem mesecu praznino zapolnijo osmanski Turki, ki v porušene stavbe naselijo svoje kolone in pričnejo s hitro obnovo.
- Bizantinski cesar Ivan VI. Kantakuzen, ki se sooča s fiskalno težavo izpraznjene državne blagajne, ponuja osmanskemu sultanu Orhanu bogato plačilo za umik iz Galipolija. Orhan zavrne ponudbo. ↓
- 10. december - Dotedaj šibkejši socesar Ivan V. Paleolog prisilno upokoji cesarja Ivana VI. Kantakuzena, ki se brez dodatni represij (oslepitev, ipd.) umakne v samostan in začne bogato obdobje intelektualnega ustvarjanja. Ivan V. ohrani iz obzira do upokojenega cesarja in vpliva Kantakuzenove stranke socesarski naziv njegovemu sinu Mateju, ki ga je oče imenoval za socesarja leto poprej.
- Dokončanje obnove Hagije Sofije, ki jo je močno načel potres leta ← 1344. Obnovo je financiral moskovski knez Simeon.

### Italija
- april - Mezzogiorno: ponoven izbruh vojne med Neapeljsko in Sicilsko kraljevino. Relativno majhna neapeljska flota zavzame Palermo in ob podpori domačih petokolonašev še večino Sicilije, ki jo reši predvsem okoliščina, da se neapeljski kraljevi par Ivana I. in Ludvik Tarantski iz neznanih razlogov ne pošljeta večje armade. Mladi sicilski kralj Ludvik izkoristi priložnost in začne s protiofenzivo. 1355 ↔
- 5. oktober - Umre bojeviti milanski nadškof Giovanni Visconti, ki je spravil pod svojo oblast dobršen del severne Italije in ogrožal Toskano. Mesto Milano in dobršen del Lombardije zavarujejo njegovi nečaki Mateo II., Bernabò in Galeazzo II. Visconti. 1355 ↔
- 8. oktober - Če je rimsko ljudstvo še dve lati nazaj sprejelo svojega samozvanega tribuna Cola di Rienzo z veliko mero vznesenosti, je omenjeni v dveh letih samopašništva in finančnega izžemanja odvrnil od sebe številne privržence. Potem ko je ukazal obglaviti enega od uglednih francoskih vitezov hospitalcev, ki se je nespretno ujel v rimske zdrahe, se je rimsko ljudstvo vzdignilo proti Coli di Rienzu in ga do smrti linčalo.

- 7. september - Relativno mlad v primerjavi z ostalimi beneškimi doži umre Andrea Dandolo. Nasledi ga Marino Faliero, 55. beneški dož po seznamu. Državni udar → 1355.
- 14. oktober - Nemški kralj Karel IV. Luksemburški se s komaj 300 konjeniki odpravi po cesarsko krono v Italijo. 1355 ↔
- 4. november - Bitka pri Zonklonu, Peloponez, beneško-genovske vojne: genovska flota pod vodstvom admirala Pagina Dorie preseneti in zajame beneško floto pod vodstvom Niccola Pisanija. Genovčani zajamejo 35 beneških galej in 5000 vojnih ujetnikov. Zavzetje beneške flote je resen politični udarec za novega doža Marina Faliera. 1355 ↔

### Ostalo po svetu
- 8. januar - Rokovnjači, ki jih je najel navarski kralj Karel II., umorijo kastiljsko-francoskega plemiča Karla de la Cerdo. Omenjenemu je leto dni poprej francoski kralj Ivan II. podelil pravice grofij Šampanja, Brie, in Angoulême, ki so poprej pripadale (razlaščeni) Karlovi materi, navarski kraljici Ivani II.
- 21. januar - Umrlega nadškofa Trierja[1] Baldvina Luksemburškega nasledi Bohemond II. iz Saarbrückna.
- 9. avgust - Madžarski princ Štefan Slavonski, mlajši brat kralja Ludvika I., umre verjetno zaradi bolezni, star komaj 22 let. Naziv slavonskega vojvode nasledi njegov novorojeni si Ivan, regentstvo prevzame vdova Margareta Bavarska.
- 19. oktober - V atentatu je med molitvijo zahrbtno umorjen granadski emir Jusuf I., ki mu je uspelo zavarovati mir s sosednimi kristjani, začel pa je tudi z gradnjo nekaj mogočnih gradbenih projektov, mdr. palače Alhambre. Nasledi ga sin Muhamed V., star 16 let.
- Bosna: po smrti regenta Vladislava Kotromanića z regentstvom v imenu mladoletnega sina Tvrtka I. poskusi uveljaviti njegova mati Jelena Šubić, a ji bosansko plemstvo nasprotuje in izsili odpravo regentstva ter neposredno imenovanje Tvrtka I. za bosanskega bana.
- Baltik: vojna za rügensko nasledstvo med nemškima vojvodinama Mecklenburg in Pomeranija za dansko kneževino Rügen doživi po dvajsetih letih svoj razplet s sklenitvijo mirovnega sporazuma med omenjenima vojvodinama.
- Indokitajski polotok: ustanovitev laoške kraljevine Lan Sang, ki se pod vladavino kralja Fa Nguma uveljavi na račun sosednjih kraljestev.
- Kitajska: mongolski vojskovodja dinastije Juan Togto je tik pred tem, da uniči zadnje ostanke upora Rdečih turbanov, vendar se cesar/kagan Togon Temur ustraši naraščajočega vpliva priljubljenega vojskovodje in ga demontira. Togto se umakne v izgnanstvo v Junan. Ker se njegova vojska pod novim poveljnikom ni pripravljena boriti za cesarja, si cesar s tem dejanjem dejansko spodnese tla pod nogami, saj postane docela odvisen od muhavosti lokalnih guvernerjev.
- Maroko: vrnitev maroškega popotnika Ibn Batute s potovanj. Marinidski sultan Abu Inan Faris ga zadolži, da napiše spomine na svoja potovanja, ki so trajala 29 let. Težava je v tem, da Ibn Batuta ni na poti ničesar sporti dokumentiral. Glavno breme zapisa njegovih spominov prevzame granadski učenjak Ibn Juzaij. S tem se končajo potovanja Ibn Batute (1325-1354).

## Rojstva
- Bajazid I., sultan Osmanskega cesarstva († 1403)
- Dan I., vaški knez († 1386)
- Erik IV., vojvoda Saške-Lauenburga († 1411)
- Ivan Anžujski, madžarski princ, slavonski vojvoda († 1360)
- Konstanca Kastiljska, princesa, angleška plemkinja, vojvodinja Lancasterja († 1394)
- Owain Glyndŵr, valižanski upornik, dedič Powys Fadoga († 1415)
- Skirgaila, litvanski plemič, regent († 1397)

## Smrti
- 8. januar - Carlos de la Cerda, kastiljsko-francoski plemič, grof Angoulêmeja (* 1327)
- 21. januar - Baldvin Luksemburški, nemški volilni knez, nadškof Trierja (* 1285)
- 1. junij - Kitabake Čikafusa, japonski plemič, zgodovinar (* 1293)
- 9. avgust - Štefan Slavonski, madžarski princ, vojvoda Slavonije (* 1332)
- 5. oktober - Giovanni Visconti, milanski nadškof, vojskovodja (* 1290)
- 8. oktober - Cola di Rienzo, italijanski (rimski) državnik (* 1313)
- 7. september - Andrea Dandolo, 54. beneški dož (* 1306)
- 19. oktober - Jusuf I., granadski emir (* 1318)
- Huang Gongwang, kitajski slikar (* 1269)
- Richard Swineshead, angleški matematik, logik, filozof
- Vladislav Kotromanić, bosanski regent
- Wu Zhen, kitajski slikar (* 1280)